# 笔记软件
笔记软件，又記事軟體，是一种帮助用户记录重要信息、事件以及思想的软件。

## 优势
笔记软件相较于传统的笔记，多数笔记软件有以下优势：
- 能够记录多媒体信息。
- 通过移动设备用户可以在任何时候随时记录。
- 通过云计算服务，用户可以在任何设备查阅自己的笔记，并跨设备工作。
- 可以简便地将某些笔记分享。如公开 URL、电子邮件副本等。

## 典型的（在線）笔记软件（服務）
目前，市面上有这些常用的笔记软件：
- Evernote
- 印象笔记（於2018年夏自Evernote獨立）[來源請求]
- Google Keep
- Microsoft OneNote
- Apple Notes
- Notion
- GoodNotes
- 简书（目前已转型为社区）
- 有道云笔记
- Notability (软件)
- Noteshelf